# وادي العلايق
وادي العلايق هي إحدى بلديات ولاية البليدة عاصمة دائرة وادي العلايق.
تمتد على مساحة قدرها 55,53 كلم2 يحدها من الشمال بلدية القليعة بولاية تيبازة ومن الجنوب ولاية البليدة وبني تامو ومن الغرب بلدية موزاية والشفة ومن الشرق بلديتي بني تامو وبن خليل. يبلغ عدد سكانها 40 358 نسمة حسب آخر إحصاء لسنة 2008، تمتاز بطابعها الفلاحي وأشهر منتوجاتها الحوامض (البرتقال) والخضروات وفيها الأبقار والنعاج والمعز.
أنشئت بلدية وادي العلايق بتاريخ 15 ديسمبر 1851 بأمر من الحاكم العام راندون جاك.